# Arthrobotrys
Arthrobotrys es un género de hongos mitospóricos en la familia Orbiliaceae. El género incluye 71 especies. Son hongos depredadores que capturan y se alimentan de gusanos nematodos. Los anillos de constricción parte de la hifa se contraen y atrapan a los gusanos, luego la hifa se desarrolla en el interior del gusano y lo digiere.

## Especies
- Arthrobotrys aggregata Mekht. 1979
- Arthrobotrys alaskana Matsush.) Oorschot 1985
- Arthrobotrys amerospora S. Schenck, W.B. Kendr. & Pramer 1977
- Arthrobotrys anomala G.L. Barron & J.G.N. Davidson 1972
- Arthrobotrys apscheronica Mekht. 1973
- Arthrobotrys arthrobotryoides (Berl.) Lindau 1906
- Arthrobotrys azerbaijanica (Mekht.) Oorschot 1985
- Arthrobotrys bakunika Mekht. 1979
- Arthrobotrys botryospora G.L. Barron 1979
- Arthrobotrys brochopaga (Drechsler) S. Schenck, W.B. Kendr. & Pramer 1977
- Arthrobotrys chazarica Mekht. 1998
- Arthrobotrys chilensis Allesch. & Henn. 1897
- Arthrobotrys cladodes Drechsler 1937
- Arthrobotrys clavispora (R.C. Cooke) S. Schenck, W.B. Kendr. & Pramer 1977
- Arthrobotrys compacta Mekht. 1973
- Arthrobotrys conoides Drechsler 1937
- Arthrobotrys constringens Dowsett, J. Reid & Kalkat 1984
- Arthrobotrys cylindrospora (R.C. Cooke) S. Schenck, W.B. Kendr. & Pramer 1977
- Arthrobotrys dactyloides Drechsler 1937
- Arthrobotrys deflectens Bres. 1903
- Arthrobotrys dendroides Kuthub., Muid & J. Webster 1985
- Arthrobotrys doliiformis Soprunov 1958
- Arthrobotrys drechsleri Soprunov 1958
- Arthrobotrys elegans (Subram. & Chandrash.) Seifert & W.B. Kendr. 1983
- Arthrobotrys ellipsospora Tubaki & K. Yamanaka 1984
- Arthrobotrys entomopaga Drechsler 1944
- Arthrobotrys ferox Onofri & S. Tosi 1992
- Arthrobotrys foliicola Matsush. 1975
- Arthrobotrys fruticulosa Mekht. 1979
- Arthrobotrys globospora (Soprunov) Sidorova, Gorlenko & Nalepina 1964,(Soprunov) Mekht. 1964
- Arthrobotrys haptospora (Drechsler) S. Schenck, W.B. Kendr. & Pramer 1977
- Arthrobotrys hertziana M. Scholler & A. Rubner 1999
- Arthrobotrys indica (Chowdhry & Bahl) M. Scholler, Hagedorn & A. Rubner 1999
- Arthrobotrys irregularis (Matr.) Mekht. 1971
- Arthrobotrys javanica (Rifai & R.C. Cooke) Jarow. 1970
- Arthrobotrys kirghizica Soprunov 1958
- Arthrobotrys longa Mekht. 1973
- Arthrobotrys longiphora (Xing Z. Liu & B.S. Lu) M. Scholler, Hagedorn & A. Rubner 1999
- Arthrobotrys longiramulifera Matsush. 1995
- Arthrobotrys longispora Soprunov, Preuss 1853
- Arthrobotrys mangrovispora Swe, Jeewon, Pointing & K.D. Hyde 2008
- Arthrobotrys megaspora (Boedijn) Oorschot 1985
- Arthrobotrys microscaphoides (Xing Z. Liu & B.S. Lu) M. Scholler, Hagedorn & A. Rubner 1999
- Arthrobotrys microspora (Soprunov) Mekht. 1971
- Arthrobotrys multisecundaria W.F. Hu & K.Q. Zhang 2006
- Arthrobotrys musiformis Drechsler 1937
- Arthrobotrys nematopaga (Mekht. & Faizieva) A. Rubner 1996
- Arthrobotrys nonseptata Z.F. Yu, S.F. Li & K.Q. Zhang 2009
- Arthrobotrys oligospora Fresen. 1850
- Arthrobotrys oudemansii M. Scholler, Hagedorn & A. Rubner 2000
- Arthrobotrys oviformis Soprunov 1958
- Arthrobotrys perpasta (R.C. Cooke) Jarow. 1970
- Arthrobotrys polycephala (Drechsler) Rifai 1968
- Arthrobotrys pseudoclavata (Z.Q. Miao & Xing Z. Liu) J. Chen, L.L. Xu, B. Liu & Xing Z. Liu 2007
- Arthrobotrys pyriformis (Juniper) Schenk, W.B. Kendr. & Pramer 1977
- Arthrobotrys recta Preuss 1851
- Arthrobotrys robusta Dudd. 1952
- Arthrobotrys rosea Massee 1885
- Arthrobotrys scaphoides (Peach) S. Schenck, W.B. Kendr. & Pramer 1977
- Arthrobotrys sclerohypha (Drechsler) S. Schenck, W.B. Kendr. & Pramer 1977
- Arthrobotrys shahriari (Mekht.) M. Scholler, Hagedorn & A. Rubner 1999
- Arthrobotrys shizishanna (X.F. Liu & K.Q. Zhang) J. Chen, L.L. Xu, B. Liu & Xing Z. Liu 2007
- Arthrobotrys sinensis (Xing Z. Liu & K.Q. Zhang) M. Scholler, Hagedorn & A. Rubner 1999
- Arthrobotrys soprunovii Mekht. 1979
- Arthrobotrys stilbacea J.A. Mey. 1958
- Arthrobotrys straminicola Pidopl. 1948
- Arthrobotrys superba Corda 1839
- Arthrobotrys tabrizica (Mekht.) M. Scholler, Hagedorn & A. Rubner 1999
- Arthrobotrys venusta K.Q. Zhang 1994
- Arthrobotrys vermicola (R.C. Cooke & Satchuth.) Rifai 1968
- Arthrobotrys yunnanensis M.H. Mo & K.Q. Zhang 2005